# Hana Matelová
Hana Matelová (Zlín, Checoslovaquia, 8 de junio de 1990) es una deportista checa que compite en tenis de mesa. Ganó dos medallas en el Campeonato Europeo de Tenis de Mesa, en los años 2013 y 2024.

## Palmarés internacional
| Campeonato Europeo | Campeonato Europeo  | Campeonato Europeo | Campeonato Europeo |
| Año                | Lugar               | Medalla            | Prueba             |
| ------------------ | ------------------- | ------------------ | ------------------ |
| 2013               | Schwechat (Austria) | Medalla de bronce  | Equipo             |
| 2024               | Linz (Austria)      | Medalla de oro     | Dobles             |